# Fighting Back (Battlezone)
Fighting Back è il primo album dei Battlezone pubblicato nel 1986.

## Tracce
1. (Forever) Fighting Back - 2:20
2. Welcome To The Battlezone - 3:25
3. Warchild - 2:50
4. In The Darkness - 4:11
5. The Land God Gave To Caine - 7:20
6. Running Blind - 4:44
7. Too Much Too Heart - 4:45
8. Voice On The Radio - 3:09
9. Welfare Warriors - 4:40
10. Feel The Rock - 3:07